# Брайан, Дэвид (актёр)
Дэвид Брайан (англ. David Brian), имя при рождении Брайан Дейвис (англ. Brian Davis) (5 августа 1910 года — 15 июля 1993 года) — американский актёр театра и кино, более всего известный ролями в фильмах 1940-50-х годов.
Среди наиболее примечательных картин с участием Брайана — «Осквернитель праха» (1949), «Путь фламинго» (1949), «За лесом» (1949), «Проклятые не плачут» (1950), «Прорыв» (1950), «Стрелок из Спрингфилда» (1952), «Русалка на миллион долларов» (1952), «Великий и могучий» (1954), «Пригоршня чудес» (1961) и «Редкая порода» (1966).
Его самой значительной работой на телевидении стала главная роль в телесериале «Мистер окружной прокурор» (1954).

## Ранние годы и начало карьеры
Дэвид Брайан родился 5 августа 1910 года в Нью-Йорке и получил образование в Городском колледже Нью-Йорка. В молодости он работал швейцаром и хористом, пел и танцевал в ночных клубах и эстрадных программах, а также играл на сцене. Во время Второй мировой войны он служил в Береговой охране. После войны Брайан работал артистом музыкальной комедии. На него обратила внимание кинозвезда Джоан Кроуфорд, уговорившая его попробовать свои силы в кино, и в 1949 году Брайан подписал контракт с Warner Bros.

## Карьера в кино в 1949—1972 годах
Как отмечено в биографии актёра на сайте Turner Classic Movies, Брайан начал кинокарьеру в 1949 году как контрактный актёр студии Warner Bros, куда его взяли по рекомендации одной из крупнейших звёзд студии, Джоан Кроуфорд. Его первой ролью (без указания в титрах) была роль экскурсовода по музею ФБР в добавленном прологе к фильму 1935 года «Джимены», который был повторно выпущен на экраны к 25-летию ФБР в 1949 году.
Полноценным дебютом Брайана в кино стала нуаровая мелодрама «Путь фламинго» (1949), действие которой происходит в южный штатах США. Брайан сыграл в этой картине бизнесмена, который попадает под чары официантки местного кафе (Кроуфорд), как сардонически выразился один критик, «просто потому, что она умеет готовить поджаренный бекон и смешивать коктейль из виски». Под её воздействием вступает в политическую борьбу с коррумпированными боссами города, которые когда-то разрушили личную жизнь официантки. В том же году Брайан, находясь в аренде на студии Metro-Goldwyn-Mayer, сыграл в социальной судебной драме по роману Уильяма Фолкнера «Осквернитель праха» (1949). Он исполнил роль умного и справедливого, находчивого и проницательного белого адвоката-южанина, который берётся за дело о несправедливом обвинении темнокожего фермера в убийстве белого человека. Игра Брайана в этой картине, по словам Эрика Пейса из «Нью-Йорк Таймс», «завоевала восхищение как критиков, так и автора романа». За игру в этом фильме Брайан был номинирован на Золотой глобус как лучший актёр второго плана. В том же году Брайан сыграл значимую роль второго плана в «сельском» нуаре «За лесом» (1949), который получил неоднозначные отзывы критики. Он сыграл роль богатого чикагского промышленника, используя которого амбициозная домохозяйка из провинциального захолустья (Бетт Дейвис) рассчитывает обеспечить себе богатую жизнь в большом городе. Журнал Variety высоко оценил игру Брайана в этом фильме, написав, что он «колоритен в роли человека, на которого Роза положила глаз. Их совместные сцены запретной любви особенно увлекательны». С другой стороны, современный критик Крейг Батлер полагает, что Брайан «совершает ошибку, пытаясь заставить работать неумелый сценарий картины. В результате он выглядят довольно скучно и предсказуемо, в то время, как Дейвис, по крайней мере, не даёт зрителю заснуть».

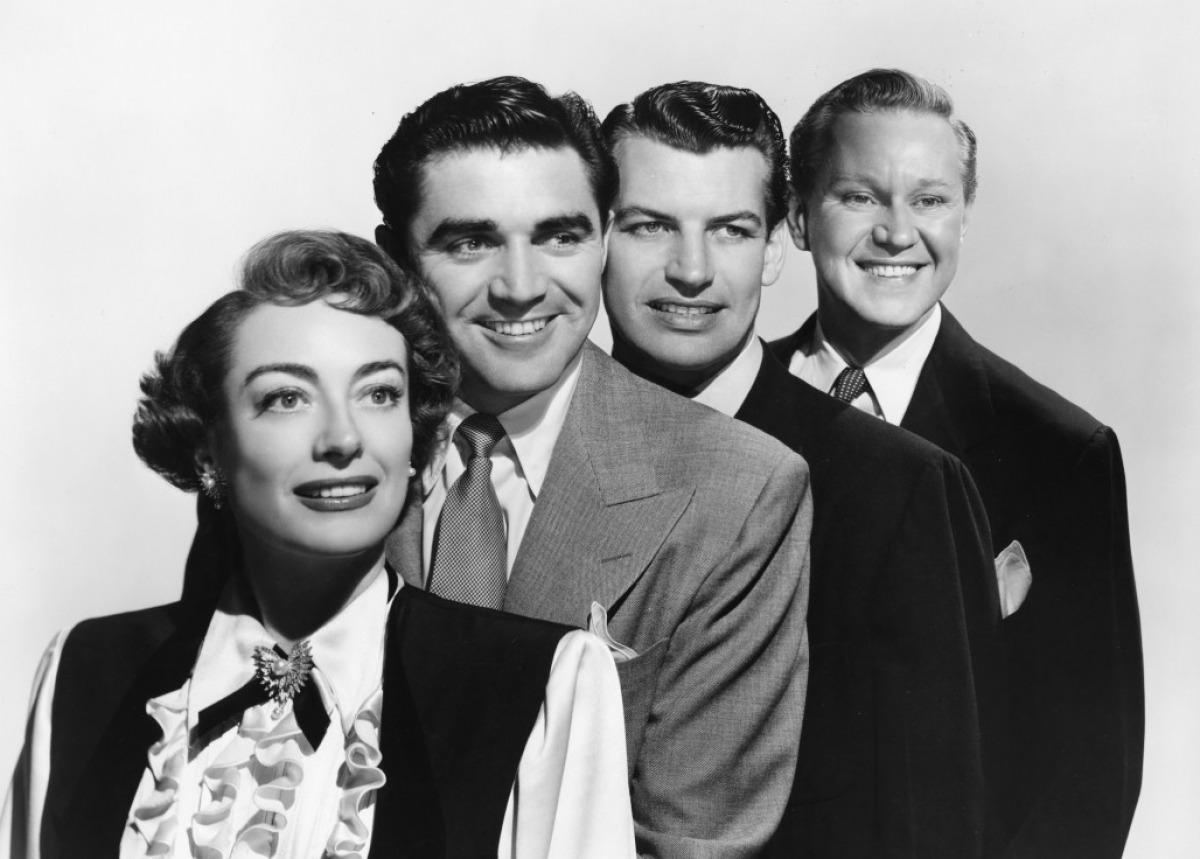
Исполнители главных ролей фильма «Проклятые не плачут» (1950). Слева направо: Джоан Кроуфорд, Стив Кокран, Ричард Эган, Дэвид Брайан

В фильме нуар «Проклятые не плачут» (1950) Брайан предстал в образе крупного безжалостного гангстера, играя «агрессивно и пугающе, когда это нужно». С его помощью провинциальная домохозяйка (Кроуфорд) начинает подъём по ступеням гангстерской иерархии, становясь его любовницей и доверенным лицом в организации. Именно ей персонаж Брайана заявил: «Я люблю женщин с мозгами, но когда в них есть дух, это меня возбуждает». Кинокритик Босли Краузер из «Нью-Йорк Таймс», который отрицательно оценил как саму картину, так и актерскую игру, написал, что «исполнители мужских ролей не отстают от Кроуфорд в своей искусственности». Современный киновед Крейг Батлер добавил, что партнёры Кроуфорд, включая Брайана и Стива Кокрана, подстраиваются под неё, «пытаясь играть в её стиле».
Среди других фильмов Брайана в этот период выделяются тюремная драма «За стенами тюрьмы Фолсом» (1951), где он сыграл заместителя начальника тюрьмы, реализующего план прогрессивных реформ, а также биографический музыкальный фильм о пловчихе, ставшей эстрадной звездой, «Русалка на миллион долларов» (1952), где он сыграл роль импресарио. В фильме нуар «Эта женщина опасна» (1952), снова с участием Кроуфорд, на этот раз в роли слепнущей предводительницы банды грабителей, Брайан сыграл безжалостного убийцу и её безумно ревнивого любовника. Фильм был холодно принят критиками и не имел успеха в прокате. В том же году как Кроуфорд, так и Брайан покинули Warner Bros.

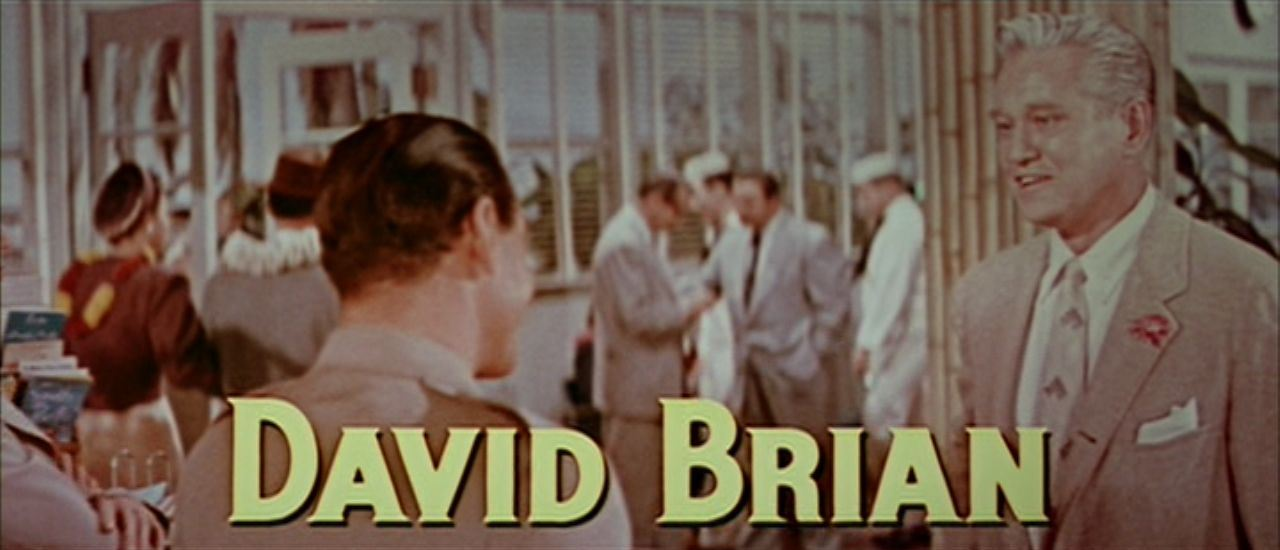
Кадр из трейлера фильма «Великий и могучий» (1954). Крайний справа — Дэвид Брайан

В 1950-е годы Брайан сыграл в нескольких вестернах, среди них «Стрелок из Спрингфилда» (1952) с Гэри Купером в главной роли, где Брайан был главарём банды похитителей лошадей, и «Рассвет в Сокорро» (1954), где он был владельцем сомнительного салуна, который обыгрывает в карты главного героя. В приключенческом триллере «Великий и могучий» (1954) с Джоном Уэйном в главной роли, Брайан сыграл роль богатого плейбоя, оказавшегося среди прочих пассажиров на борту терпящего катастрофу самолёта. В 1960-е годы Брайан сыграл роль губернатора в комедии Фрэнка Капры «Пригоршня чудес» (1961) и адвоката — в эпическом вестерне «Как был завоёван Запад» (1962). Последний раз Брайан появился на большом экране в роли кардинала в моральной судебной драме «Семь минут» (1971).

## Карьера на телевидении в 1953—1984 годах
В 1950-е годы после истечения контракта с Warner Bros Брайан стал работать на телевидении. В середине 1950-х годов он сыграл главную роль борца за справедливость, окружного прокурора Пола Гарретта в 12 эпизодах недолговечного судебного телесериала «Мистер окружной прокурор» (1954-55).
Он также сыграл гостевые роли в таких популярных сериалах, как «Сыромятная плеть» (1959-61), «Неприкасаемые» (1960-61), «Ларами» (1963), «Я мечтаю о Джинни» (1965), «Звёздный путь» (1968), «Дымок из ствола» (1968-71), «Бессмертный» (1970) и «Миссия невыполнима» (1972).

## Актёрское амплуа и анализ творчества
Как отмечено в «Нью-Йорк Таймс», высокорослый (193 см) крепкий нью-йоркец с сардонической внешностью и резким голосом, Девид Брайан пришёл в кино, когда ему было почти 40 лет. На протяжении голливудской карьеры, охватившей более 20 лет, Брайан «постоянно играл персонажей, которые были безжалостны или обладали властью, или и то, и другое одновременно, в том числе, злодеев в вестернах». Его актёрским амплуа был авторитарный, безжалостный и манипулирующий другими главный герой. Свои лучшие роли Брайан сыграл сразу после прихода в кино в 1949-52 годах, в таких фильмах, как «Осквернитель праха» (1949), «Путь фламинго» (1949), «За лесом» (1949), «Проклятые не плачут» (1950) и «Эта женщина опасна» (1952), в трёх из этих фильмов его партнёршей была Джоан Кроуфорд.

## Личная жизнь
Дэвид Брайан был женат трижды. Его первый брак с Уинсом Кортни Копп продолжался с 1937 по 1945 год и закончился разводом. Второй брак с Бонитой Фидлер, заключённый в 1945 году, закончился разводом в 1949 году. В 1950 году он женился на актрисе Эдриан Бут, которая до 1945 года снималась в кино под именем Лорна Грэй, играя главные женские роли в низкобюджетных вестернах и комедиях 1940-х годов. С Эдриан он прожил 44 года вплоть до своей смерти.

## Смерть
Дэвид Брайан умер 15 июля 1993 года в своём доме в Лос-Анджелесе в возрасте 82 лет от рака и сердечной недостаточности.

## Фильмография
| Год       |    | Русское название                         | Оригинальное название             | Роль                                 |
| --------- | -- | ---------------------------------------- | --------------------------------- | ------------------------------------ |
| 1949      | ф  | Джимены (переиздание 1949 года)          | 'G' Men                           | представитель ФБР                    |
| 1949      | ф  | Путь фламинго                            | Flamingo Road                     | Дэн Рейнольдс                        |
| 1949      | ф  | Осквернитель праха                       | Intruder in the Dust              | Джон Гэвин Стивенс                   |
| 1949      | ф  | За лесом                                 | Beyond the Forest                 | Нил Лэтимер                          |
| 1950      | ф  | Проклятые не плачут                      | The Damned Don't Cry              | Джордж Каслман / Джо Кэвейни         |
| 1950      | ф  | Великий грабитель драгоценностей         | The Great Jewel Robber            | Джерард Грэм Деннис                  |
| 1950      | ф  | Прорыв                                   | Breakthrough                      | капитан Том Хейл                     |
| 1951      | ф  | За стенами тюрьмы Фолсом                 | Inside the Walls of Folsom Prison | Марк Бенсон                          |
| 1951      | ф  | Прямо внутрь                             | Inside Straight                   |                                      |
| 1951      | ф  | Форт Ворт                                | Fort Worth                        | Блэр Лансфорд                        |
| 1952      | ф  | Эта женщина опасна                       | This Woman Is Dangerous           | Мэтт Джексон                         |
| 1952      | ф  | Стрелок из Спрингфилда                   | Springfield Rifle                 | Остин Маккул                         |
| 1952      | ф  | Русалака на миллион долларов             | Million Dollar Mermaid            | Альфред Харпер                       |
| 1953      | ф  | Рискованное путешествие                  | A Perilous Journey                | Монти Брид                           |
| 1953      | ф  | Засада в Томагавк Гэп                    | Ambush at Tomahawk Gap            | Иган                                 |
| 1953—1956 | с  | Театр звезд от «Шлитц» (3 эпизода)       | Schlitz Playhouse of Stars        | Фил Дерринджер/Филипп Гордон         |
| 1954      | ф  | Великий и могучий                        | The High and the Mighty           | Кен Чайлдс                           |
| 1954      | ф  | Рассвет в Сокорро                        | Dawn at Socorro                   | Дик Брейден                          |
| 1954      | с  | Телевизионный театр от «Форд»            | The Ford Television Theatre       | Винни Дрисколл                       |
| 1954—1955 | с  | Мистер окружной прокурор (12 эпизодов)   | Mr. District Attorney             | окружной прокурор Пол Гарретт        |
| 1954—1961 | с  | Театр от «Дженерал Электрик» (2 эпизода) | General Electric Theater          | Фрэнк Фриман/Дэвид                   |
| 1955      | ф  | Лесоруб                                  | Timberjack                        | Крофт Браннер                        |
| 1956      | ф  | Ярость на простреливаемом перевале       | Fury at Gunsight Pass             | Уайти Тёрнер                         |
| 1956      | ф  | Нигде не скрыться                        | No Place to Hide                  | доктор Добсон                        |
| 1956      | ф  | Белая индианка                           | The White Squaw                   | Сигорд Свонсон                       |
| 1956      | ф  | Обвиненный в убийстве                    | Accused of Murder                 | лейтенант полиции Рой Харгис         |
| 1956      | ф  | Первая женщина-коммивояжер               | The First Traveling Saleslady     | Джеймс Картер                        |
| 1956—1957 | с  | Перекрёстки (3 эпизода)                  | Crossroads                        | священник/священник Ричард Фаррелл   |
| 1958      | ф  | Призрак Китайского моря                  | Ghost of the China Sea            | Мартин Френч                         |
| 1959—1961 | с  | Сыромятная плеть (2 эпизода)             | Rawhide                           | Чед Клеменс/Джекоб Калвин            |
| 1959      | ф  | Ловушка для зайца                        | The Rabbit Trap                   | Эверетт Спеллман                     |
| 1959      | с  | Театр от «Алкоа»                         | Alcoa Theatre                     | Бард Кэнгер                          |
| 1960      | с  | Театр Десилу от «Вестингхаус»            | Westinghouse Desilu Playhouse     | Блик                                 |
| 1960—1961 | с  | Неприкасаемые (2 эпизода)                | The Untouchables                  | Брайан О’Мэлли/Динк Конвей           |
| 1961      | ф  | Пригоршня чудес                          | Pocketful of Miracles             | губернатор                           |
| 1962      | ф  | Как был завоёван Запад                   | How the West Was Won              | адвокат Лилит                        |
| 1963      | с  | Дни в долине смерти                      | Death Valley Days                 | Джейкоб Хемлин                       |
| 1963      | с  | Ларами                                   | Laramie                           | Уолт Дуглас                          |
| 1964      | с  | Театр саспенса от «Крафт»                | Kraft Suspense Theatre            | Марк Нельсон                         |
| 1964      | с  | Дэниэл Бун                               | Daniel Boone                      | майор Хортон                         |
| 1965      | с  | Пожалуйста, не ешьте ромашки             | Please Don't Eat the Daisies      | Роланд Каннингем                     |
| 1965      | с  | Ларедо                                   | Laredo                            | Тео Хендерсон                        |
| 1965      | с  | Я мечтаю о Джинни                        | I Dream of Jeannie                | П.Дж. Фергюсон                       |
| 1966      | ф  | Редкая порода                            | The Rare Breed                    | Эллсворт                             |
| 1966      | ф  | Замок зла                                | Castle of Evil                    | Роберт Хоули                         |
| 1966      | с  | Хани Вест                                | Honey West                        | управляющий магазином С.С. Роквелл   |
| 1966      | с  | Стальной жеребец                         | Iron Horse                        | Чарли Фэрроу                         |
| 1967      | с  | Девушка из АНКЛ                          | The Girl from U.N.C.L.E.          | Логан Петри                          |
| 1968      | ф  | Разрушители                              | The Destructors                   | Хоган                                |
| 1968      | с  | Звездный путь                            | Star Trek                         | Джон Гилл                            |
| 1968      | с  | Симмарон Стрип                           | Cimarron Strip                    | Тёрнер                               |
| 1968      | с  | Менникс                                  | Mannix                            | Клифтон Росс-старший                 |
| 1968—1971 | с  | Дымок из ствола (3 эпизода)              | Gunsmoke                          | Тейт Каавано/Клэй Уайт/Бранч Нельсон |
| 1969      | ф  | Девушка, которая слишком много знала     | The Girl Who Knew Too Much        | Хэд Диксон                           |
| 1969—1970 | с  | Наименование игры (2 эпизода)            | The Name of the Game              | советник Арчер/Элтон Уэйкфилд        |
| 1970      | с  | Бессмертный (2 эпизода)                  | The Immortal                      | Артур Мейтленд                       |
| 1971      | ф  | Семь минут                               | The Seven Minutes                 | кардинал Макманус                    |
| 1971      | с  | О’Хара, Казначейство США                 | O'Hara, U.S. Treasury             | Большой парень                       |
| 1972      | тф | Охотник на людей                         | The Manhunter                     | Уолтер Синклер                       |
| 1972      | с  | Миссия невыполнима                       | Mission: Impossible               | Бенджамин Дейн                       |
| 1972      | с  | Поиск                                    | Search                            | Дж.Р. Девлин                         |
| 1973      | с  | Хек Рэмси                                | Hec Ramsey                        | Хенри Т. Мэдден                      |
| 1973      | с  | Полицейская история                      | Police Story                      | Боренсон                             |
| 1975      | с  | Арчер                                    | Archer                            |                                      |
| 1983—1984 | с  | День отца (2 эпизода)                    | Father's Day                      | Стартер/спикер союза                 |